# أولاف هارالد جنسن
أولاف هارالد جنسن هو اقتصادي نرويجي، ولد في 1917، وتوفي في 1991.